# Ezra Taft Benson
Ezra Taft Benson (Whitney, Idaho, 4 de Agosto de 1899 — Salt Lake City, Utah, 30 de Maio de 1994), foi um político e religioso estadunidense, décimo terceiro presidente de A Igreja de Jesus Cristo dos Santos dos Últimos Dias. Foi ainda secretário da Agricultura nos dois mandatos do presidente dos Estados Unidos, Dwight D. Eisenhower.